# Alexis Texas
Alexis Texas (Panama, 25 maggio 1985) è un'ex attrice pornografica, ballerina e regista pornografica statunitense.
A marzo 2022, è apparsa in 877 film come interprete e 11 come regista. Ha inoltre partecipato a un film non hardcore e a un videoclip.

## Biografia

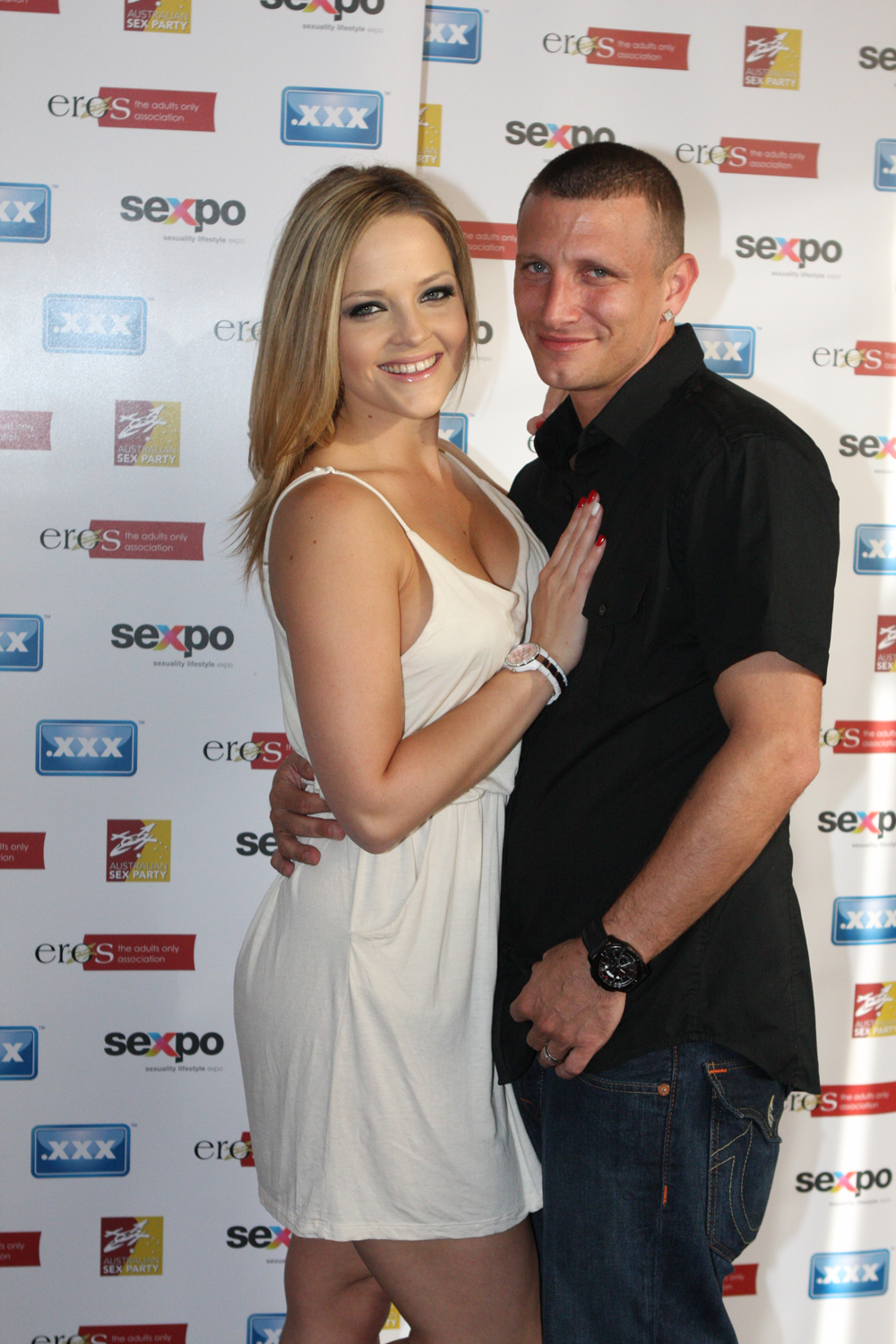
Alexis nel 2012, con l'allora marito e collega Mr. Pete, al Sexpo di Sydney.

Alexis è nata in una base militare di Panama, ma è cresciuta a Brownwood, nell'area di Castroville, in Texas. Ha origini tedesche, portoricane e norvegesi.

### Carriera pornografica
Ex studentessa della Medina Valley High School, fino a vent'anni ha lavorato come barista. Ha cominciato la sua carriera nel cinema porno all'età di ventuno anni: nell'ottobre del 2006 Alexis è infatti apparsa nel film Shane's World, prodotto dalla Bang Bros in Florida, partecipando a due scene. Successivamente si è trasferita a Los Angeles, facendosi rappresentare dalla agenzia LA direct models. Nel febbraio del 2008 Belladonna la dirige in Discovering Alexis Texas.
Nel 2009 Alexis si mette in proprio, fondando la Alexis Texas Entertainment, una società affiliata alla Starlet Entertainment Group. Attraverso la S.E.G., ha lanciato anche il suo sito web ufficiale. Nello stesso anno, in aprile è apparsa sulla copertina di Genesis, mentre in giugno è stata cover girl nel numero celebrativo del 35º anniversario di Hustler. Nel 2010 è stata inserita tra le 12 top star del porno dalla rivista Maxim.
Nel 2012 ha firmato un contratto di esclusiva con la casa produttrice Adam & Eve della durata di un anno.
Nel mondo dell'hard Alexis è nota per il suo abbondante fondoschiena. Questa sua caratteristica le ha valso il titolo di Buttwoman, succedendo a Brianna Love, conferitole dalla casa produttrice Elegant Angel nel 2008 per il film Alexis Texas is Buttwoman, poi confermato per le pellicole Buttwoman Returns (2009) e Buttwoman vs. Slutwoman (2010); nel 2011 il titolo è passato a Kelly Divine.
Nel giugno 2015 ha firmato un contratto in esclusiva con Elegant Angel per la regia e ha esordito con Big Booty Tryouts. Ha, inoltre, condotto insieme a Tommy Pistol e Danielle Stewart l'edizione annuale degli AVN Awards.
Nel 2016 ha di fatto terminato la sua carriera da attrice pornografica dato che non ha più girato alcuna scena. Nel 2022 è stata inserita nella Hall of Fame dagli AVN Awards.

### Cinema e videoclip
Alexis ha recitato anche nel cinema mainstream. Nel 2011 è stata protagonista del film horror/comico Bloodlust zombies, mentre l'anno successivo ha partecipato al videoclip della canzone Bandz a make her dance del rapper Juicy J.
Nel 2021 è stato presente nel videoclip della canzone Tehran Tokyo del cantante iraniano Sasy, suscitando alcune polemiche per lo spogliarello effettuato nel video.

### Vita privata
È stata sposata con l'attore porno Mr. Pete dal 2008 al 2013.

## Riconoscimenti
AVN Awards

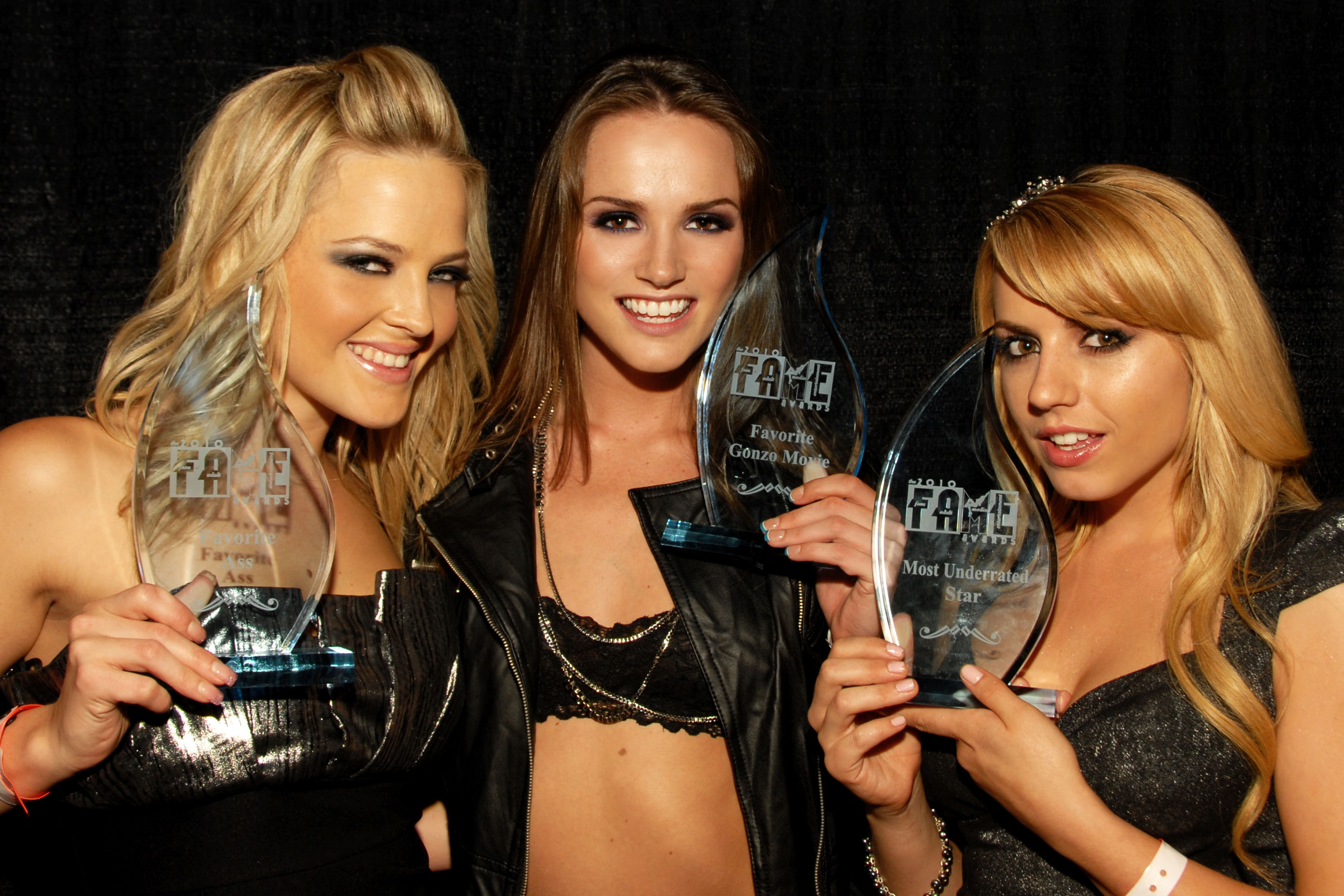
Alexis e le colleghe Tori Black (al centro) e Lexi Belle (a destra) con i premi vinti ai F.A.M.E. Awards del 2010.

- 2010 – Best All-Girl Group Sex Scene per Deviance con Eva Angelina, Teagan Presley e Sunny Leone[20]
- 2011 – Best All-Girl Three-Way Sex Scene per Buttwoman vs. Slutwoman con Kristina Rose e Asa Akira[21]
- 2011 – Best Group Sex Scene per Buttwoman vs. Slutwoman con Kristina Rose, Gracie Glam e Michael Stefano[21]
- 2011 – Best Tease Performance per Car Wash Girls con Eva Angelina[21]
- 2014 - Hottest Ass (Fan Award)[22]
- 2015 – Hottest Ass (Fan Award)[23]
- 2016 – Best All-Girl Sex Scene per Angela 2 con Angela White e Anikka Albrite[24]
- 2016 – Most Epic Ass (Fan Award)[25]
- 2017 – Most Epic Ass (Fan Award)[26]
- 2018 – Most Epic Ass (Fan Award)[27]
- 2022 – Hall of Fame[28]
- XBIZ Awards
  - 2013 – Performer Site of the Year[29]
- XRCO Awards
  - 2018 – Hall of Fame[30]

- F.A.M.E. Award
  - 2010 – Favorite Ass (Fan Award)[31]
- NightMoves Award
  - 2008 – Best New Starlet (Fan Award)[32]
  - 2011 – Best Female Performer (Fan Award)[33]
  - 2012 – Best Ass (Fan Award)[34]
  - 2015 – Best Butt (Fan Award)[35]

## Filmografia

### Attrice
- Belladonna's Odd Jobs 3 (2007)
- Best of Facesitting POV 9 (2007)
- Big Ass Movie 1 (2007)
- Big Butt Teaze 1 (2007)
- Big Loves 2 (2007)
- Bikini-Clad Cum Sluts 1 (2007)
- Blondes Have More ASS (2007)
- Bombshell Bottoms 3 (2007)
- Bubble Butts Galore 6 (2007)
- Buttworx (2007)
- College Amateur Tour 1: Texas (2007)
- Crazy Big Asses 2 (2007)
- Culos Gigantes 4 (2007)
- Cum Fiesta 5 (2007)
- Cum Swapping Sluts 12 (2007)
- Don't Let Daddy Know 2 (2007)
- Filth Cums First 2 (2007)
- Filthy's Ass Obsession 1 (2007)
- First Offense 22 (2007)
- Fucked on Sight 2 (2007)
- Gluteus Maximass 1 (2007)
- Handjob Heaven (2007)
- Hellcats 13 (2007)
- House of Ass 5 (2007)
- I Love Ass Cheeks 1 (2007)
- Massive Asses 1 (2007)
- My Sister's Hot Friend 8 (2007)
- Naughty College School Girls 42 (2007)
- Need For Seed 1 (2007)
- Neighbor Affair 7 (2007)
- North Pole 68 (2007)
- Pick-Up Chicks (2007)
- Plump Round Rumps (2007)
- Rain Coater's Point of View 6 (2007)
- Smothered N' Covered 3 (2007)
- Sprung a Leak 3 (2007)
- Swallow My Sperm POV 3 (2007)
- Swallow This 9 (2007)
- Sweet Cheeks 8 (2007)
- Tease Me Then Please Me 6 (2007)
- Teen Dreams 15 (2007)
- This Butt's 4 U 3 (2007)
- Throb 3 (2007)
- Twisted Vision 6 (2007)
- Valley of the Facesitters (2007)
- Video Nasty 1: Jana Cova (2007)
- We Swallow 17 (2007)
- Whack Jobs 2 (2007)
- Whatabooty 2 (2007)
- Who's That Girl 5 (2007)
- Who's Your Daddy 11 (2007)
- Work It Work It Get It Get It 1 (2007)
- 1 On 1 2 (2008)
- 2 Chicks Same Time 1 (2008)
- Alexis Texas is Buttwoman (2008)
- All About Me 2 (2008)
- All Alone 3 (2008)
- Angelina Armani: The Big Hit (2008)
- Ashlynn and Friends 4 (2008)
- Ashlynn Goes To College 2 (2008)
- Ass Addiction 3 (2008)
- Ass Almighty 2 (2008)
- Ass Appeal 6 (2008)
- Ass Parade 16 (2008)
- Ass Parade 17 (2008)
- Ass Trap 1 (2008)
- Asses of Face Destruction 5 (2008)
- Azz Fest 6 (2008)
- Belladonna's Evil Pink 4 (2008)
- Belladonna's Fucking Girls 6 (2008)
- Big Ass Fixation 3 (2008)
- Big Booty Creampies (2008)
- Big Booty Rollin' 1 (2008)
- Big Sloppy Asses  (2008)
- Big Wet Asses 14 (2008)
- Bleached To The Bone 1 (2008)
- Blonde Ambition (2008)
- Bubble Butt Bonanza 14 (2008)
- Chain Gang 1 (2008)
- Cheaters Caught or Not (2008)
- Cheerleaders (2008)
- Come As You Please 2 (2008)
- Consumer Affairs 1 (2008)
- Creamery 4  (2008)
- Cum Buckets 8 (2008)
- Cum On In 4 (2008)
- Curvaceous Cum Swallowers 1 (2008)
- Curvy Girls 1 (2008)
- Deep Throat This 39 (2008)
- Destination Tonsils 2 (2008)
- Diary of a Nanny 5 (2008)
- Discovering Alexis Texas (2008)
- Down the Hatch 23 (2008)
- Erotic Femdom 2 (2008)
- Extreme Asses 5 (2008)
- Facesitters in Heat 1 (2008)
- Facesitters in Heat 2 (2008)
- Fantasy All Stars 9 (2008)
- Fast Times at Naughty America University 7 (2008)
- Fetish Fucks 2 (2008)
- Finger Licking Good 6 (2008)
- Diary of a Nanny 5 (2008)
- Discovering Alexis Texas (2008)
- Down the Hatch 23 (2008)
- Erotic Femdom 2 (2008)
- Extreme Asses 5 (2008)
- Facesitters in Heat 1 (2008)
- Facesitters in Heat 2 (2008)
- Fantasy All Stars 9 (2008)
- Fast Times at Naughty America University 7 (2008)
- Fetish Fucks 2 (2008)
- Finger Licking Good 6 (2008)
- Flying Solo 1 (2008)
- Foot Soldiers 1: The Stomping Grounds (2008)
- Get Naked 4 (2008)
- Girlvana 4 (2008)
- Gluteus Maximass 2 (2008)
- Goo 4 Two 6 (2008)
- Hand to Mouth 6 (2008)
- Head Case 3 (2008)
- Hillary for President (2008)
- Housewife 1 on 1 10 (2008)
- I Fucked My Teacher (2008)
- I Have a Wife 4 (2008)
- I Like Phat Bunz 4 (2008)
- I Love Big Butts (2008)
- Impulsive Sex Acts (2008)
- Internal Cumbustion 12 (2008)
- Jack's Big Ass Show 8 (2008)
- Meet The Fuckers 8 (2008)
- Monster Curves 1 (2008)
- Mouth 2 Mouth 11 (2008)
- Naughty Bookworms 11 (2008)
- Naughty Cheerleaders Club 1 (2008)
- Naughty College School Girls 52 (2008)
- Naughty College School Girls 53 (2008)
- No Swallowing Allowed 13 (2008)
- Oil Overload 1 (2008)
- Oil Rigs (2008)
- Penny Flame's Expert Guide to Hand Jobs for Men and Women (2008)
- Performers of the Year (2008)
- Pigtails Round Asses 6 (2008)
- Pornstars Like It Big 3 (2008)
- POV Casting Couch 23 (2008)
- Pretty As They Cum 1 (2008)
- Pretty Pussies Please 4 (2008)
- Pure 18 3 (II) (2008)
- Pure Sextacy 3 (2008)
- Pussy Cats 3 (2008)
- Ready Wet Go 5 (2008)
- Real Female Orgasms 9 (2008)
- Round Mound Of Ass 2 (2008)
- Round Mound Of Ass 3 (2008)
- Se7en Deadly Sins (2008)
- Slam It in a Young Whore (2008)
- Stoya Atomic Tease  (2008)
- Swap Meat (2008)
- Sweet Cream Pies 5 (2008)
- Sweet Young Things 3 (2008)
- Tease Before The Please 2 (2008)
- Touch Me (2008)
- Trust Justice 2 (2008)
- Vampiress (2008)
- Wet Dreams Cum True 6 (2008)
- What An Ass 5 (2008)
- Worship My Big White Ass (2008)
- 2040 (2009)
- Addicted 6 (2009)
- Anal Academics (2009)
- Ass Parade 21 (2009)
- Ass Titans 3 (2009)
- Ass Worship 11 (2009)
- Asses of Face Destruction 7 (2009)
- Asslicious (2009)
- Assmatics (2009)
- Attack of the CFNM 4 (2009)
- Bad News Bitches 4 (2009)
- Barely Legal Bubble Butts (2009)
- Barely Legal Summer Camp 3 (2009)
- Battle Of The Asses 1 (2009)
- Belladonna's Party of Feet 1 (2009)
- Belladonna's Road Trip: Cabin Fever (2009)
- Belladonna's Toy Box (2009)
- Bombshell Bottoms 5 (2009)
- Butthole Bitches (2009)
- Buttwoman Returns (2009)
- Centerfolds Exposed (2009)
- Cheers: A XXX Parody (2009)
- Chunky Butts (2009)
- Control 10 (2009)
- Crack Pack (2009)
- Deviance 1 (2009)
- Do Me Right 1 (2009)
- Doggy Style (2009)
- Doll House 6 (2009)
- Dreamgirlz 2 (2009)
- Erotic Femdom 5 (2009)
- Every Last Drop 9 (2009)
- Facesitters in Heat 11 (2009)
- Facesitters in Heat 5 (2009)
- Facesitters in Heat 8 (2009)
- Five (2009)
- Flat Out Fucking (2009)
- Foot Tuggers (2009)
- Fox Holes (2009)
- Fucked On Sight 6 (2009)
- Girls Girls Girls 2 (2009)
- Glamour Girls 1 (2009)
- Hustler XXX 31 (2009)
- Interactive Sex with Alexis Texas (2009)
- Internal Injections 5 (2009)
- Intimate Touch 2 (2009)
- Jack's Big Ass Show 9 (2009)
- Jack's POV 14 (2009)
- Just Tease 1 (2009)
- King of Coochie 2 (2009)
- Lesbian Teen Hunter 3 (2009)
- Lex Steele XXX 11 (2009)
- Lustrous (2009)
- Marie Luv's Go Hard or Go Home (2009)
- Masturbation Nation 2 (2009)
- Monster Curves 6 (2009)
- Mr. Butt Fetish (2009)
- My Fantasy Girls POV 3 (2009)
- My Sister's Hot Friend 16 (2009)
- Naughty Cheerleaders Club 2 (2009)
- Never Say Never (2009)
- No Love Lost (2009)
- Office: A XXX Parody 1 (2009)
- Oil Spills 1 (2009)
- Performers of the Year 2009 (2009)
- Phat Bottom Girls 1 (2009)
- Pop Shots 10 (2009)
- Porn Fidelity 19 (2009)
- Porn Stars...Ultimate Sex Partners 2 (2009)
- Pornstar Athletics 2 (2009)
- Pornstar Workout 1 (2009)
- Pornstars Like It Big 7 (2009)
- Pound the Round POV 2 (2009)
- Push 2 Play (2009)
- Riley Steele: Scream (2009)
- Rocco's Back (2009)
- Schoolgirl POV 7 (2009)
- Screw Club (2009)
- Scrubs: A XXX Parody (2009)
- Secrets of a Trophy Wife (2009)
- Self Service 1 (2009)
- Slutty and Sluttier 10 (2009)
- Sorority Sex Scandals (2009)
- Sporty Girls 2 (2009)
- Stormtroopers 1 (2009)
- Stoya: Scream (2009)
- Sunny's Slumber Party (2009)
- Suze Randall's XXX Top Models: Nikki Jayne (2009)
- Swimsuit Calendar Girls 2 (2009)
- This Ain't Beverly Hills 90210 XXX (2009)
- Undress Me (2009)
- University Bubble Butts 1 (2009)
- Wet Bombshell Blondes (2009)
- Women Seeking Women 56 (2009)
- Writer's Bullpen (2009)
- You're Nailin Palin Interactive (2009)
- Alexis Meets Alexis (2010)
- Alexis Texas Superstar (2010)
- Alexis Texas: Nymphomaniac (2010)
- Anal Buffet 5 (2010)
- Barely Legal All Girl Slumber Party 2 (2010)
- Batman XXX: A Porn Parody (2010)
- Belladonna: Fetish Fanatic 8 (2010)
- Big Ass Crackers (2010)
- Boffing the Babysitter 7 (2010)
- Bonny and Clide (2010)
- Bree's Beach Party 3 (2010)
- Bubble Butt Babysitters (2010)
- Bus Stop Oil Bangers (2010)
- Buttman's Stretch Class 4 (2010)
- Butts on Display (2010)
- Buttwoman vs. Slutwoman (2010)
- Car Wash Girls (2010)
- Cheater (2010)
- Cum Buckets 10 (2010)
- Cum out on Top 1: Alexis Texas vs Sarah Vandella (2010)
- Curvies (2010)
- Date Night (2010)
- Deviance 2 (2010)
- Double Vision (2010)
- Elexis Unleashed 2 (2010)
- Fashion Fucks (2010)
- Field of Schemes 8 (2010)
- Foot Fantasy Freaks (2010)
- Fucking Machines 7867 (2010)
- Girl Next Door (2010)
- Hard at Work (2010)
- Heat That Devours (2010)
- Housewife 1 on 1 16 (2010)
- I Have a Wife 11 (2010)
- In a Glimpse (2010)
- It Starts With a Kiss (2010)
- Just Tease 2 (2010)
- Killer Kurves (2010)
- KissMe Girl 2 (2010)
- Krossing the Bar (2010)
- Lil' Gaping Lesbians 3 (2010)
- Looks Like Fun (2010)
- Masturbation Nation 10 (2010)
- Mean Dungeon 3 (2010)
- Monster Curves 9 (2010)
- Not Really The Dukes Of Hazzard (2010)
- Perfect Secretary: Training Day (2010)
- Performers of the Year 2010 (2010)
- Pound the Round POV 5 (2010)
- Registered Nurse 3 (2010)
- Rocco's American Adventures (2010)
- Roommate (2010)
- Sarah's Going Rogue (2010)
- Sex Dolls (2010)
- She's the Boss 2 (2010)
- Sloppy Girl 1 (2010)
- Southern Belles (2010)
- Speed (2010)
- Superstar Showdown 1: Tori Black vs. Alexis Texas (2010)
- Sweet Pussy (2010)
- Tales of Twisted Sex (2010)
- Texass Tales (2010)
- This Ain't Star Trek XXX 2: The Butterfly Effect  (2010)
- Top Shelf 2 (2010)
- Tori Black Is Pretty Filthy 2 (2010)
- Twisty Treats 2 (2010)
- Warden's Daughter (2010)
- What Went Wrong (2010)
- Wife Swapping (2010)
- 2 of a Kind (2011)
- Alexis Texas's Big Butt Bash (2011)
- Anyone You Can Do, I Can Do Better (2011)
- Ass Masterpiece 6 (2011)
- Ass Parade 30 (2011)
- Ass Parade 33 (2011)
- Belladonna's Party of Feet 3 (2011)
- Best of Facesitting POV 12 (2011)
- Bombshells 2 (2011)
- Bra, Panties, Scissors (2011)
- Buttface (2011)
- Buttman's Stretch Class: Detention 1 (2011)
- Day With A Pornstar 1 (2011)
- Deep Anal Drilling 3 (2011)
- Dirty Panties (2011)
- Doctor Adventures.com 10 (2011)
- Femdom Ass Worship 7 (2011)
- Filthy Family 3 (2011)
- Flying Pink Pig 2 (2011)
- Forbidden (2011)
- Girlfriends 3 (2011)
- Girls of Bang Bros 5: Phoenix Marie (2011)
- Glamour Gasm (2011)
- Gracie Glam: Lust (2011)
- Group Discount (2011)
- Incredible Hulk: A XXX Porn Parody (2011)
- Jack's POV 18 (2011)
- KissMe Girl 1 (2011)
- KissMe Girl 6 (2011)
- KissMe Girl 7 (2011)
- Legendary Angels (2011)
- Lesbian Adventures: Wet Panties Trib 1 (2011)
- Man vs. Pussy (2011)
- Mean Bitches POV 4 (2011)
- Mr. Big Dicks Hot Chicks 6 (2011)
- Office Perverts 8 (2011)
- Official Bounty Hunter Parody 3 (2011)
- Official Deal or No Deal Parody (2011)
- Party Girls (2011)
- Passport (2011)
- Porn Fidelity 25 (2011)
- Pretty Sloppy 4 (2011)
- Prison Girls (2011)
- Real Wife Stories 9 (2011)
- Revenge Cuckold (2011)
- Seduction (II) (2011)
- SexAholics (2011)
- Sexsomnia (2011)
- Sloppy Girl 4 (2011)
- Slutty and Sluttier 14 (2011)
- Spread Your Ass for Me Baby (2011)
- Stoya: Web Whore (2011)
- Superheroine 3D (2011)
- Superman XXX: A Porn Parody (2011)
- Superstar Showdown 4: Alexis Texas vs. Sarah Vandella (2011)
- Teagan Presley: The S!x (2011)
- Teases and Pleases 2 (2011)
- This Ain't Ghostbusters XXX (2011)
- This Isn't UFC: Ultimate Fucking Championship 1 (2011)
- This Isn't UFC: Ultimate Fucking Championship 2 (2011)
- U.S. Sluts 1 (2011)
- Vip Crew 2 (2011)
- Vivid's 102 Cum Shots (2011)
- White College Girls Wit Ass (2011)
- Wife Switch 13 (2011)
- Adult Guidance 3 (2012)
- Andy San Dimas Loves to Fuck (2012)
- Ass Parade 34 (2012)
- Ass Parade 38 (2012)
- Asses for the Masses 1 (2012)
- Big Ass Fixation 9 (2012)
- Big Booty Shake Down (2012)
- Big Tit Christmas 3 (2012)
- Big Wet Surprises 2 (2012)
- Birds of Prey XXX: A Sinister Comixxx Parody (2012)
- Booty Bombs (2012)
- Bubble Butt Beauties (2012)
- Cafe Amore (2012)
- Deviance 3 (2012)
- Dirty Blonde Sluts (2012)
- Dirty Masseur 1 (2012)
- Dorm Invasion 1 (2012)
- Drink Me Down (2012)
- Femdom Ass Worship 18 (2012)
- Flesh Hunter 11 (2012)
- Girls Night Out 4 (2012)
- Girls of Bang Bros 10: Alexis Texas (2012)
- Gringas And Latinas (2012)
- Hardcore Allure 1 (2012)
- High Class Ass 2 (2012)
- Hollywood Heartbreakers 2 (2012)
- Intimate Passions (2012)
- James Deen Does Them All (2012)
- Just Tease 3 (2012)
- Losing Kayden (2012)
- Love Jesse (2012)
- Mad About Blondes 2 (2012)
- Meow 2 (2012)
- Milk Nymphos 3 (2012)
- Misty Stone Superstar (2012)
- Monster Curves 17 (2012)
- Monster Curves 18 (2012)
- Nurses 2 (2012)
- One Night in the Valley (2012)
- Pink Lips (2012)
- Pornstar Spa 2 (2012)
- Pornstars Like It Big 13 (2012)
- Real Wife Stories 14 (2012)
- Rear View 2 (2012)
- Sassy Ass (2012)
- Sex Does A Body Good (2012)
- Smokin Hotties (2012)
- Solo Sweethearts 3 (2012)
- Stolen Moments (2012)
- Strippers' Paradise (2012)
- Superman vs. Spider-Man XXX: An Axel Braun Parody (2012)
- Superstars (II) (2012)
- Thor XXX: An Extreme Comixxx Parody (2012)
- Tonight's Girlfriend 6 (2012)
- Toying With Your Emotions (2012)
- Twisted Solos (2012)
- 69 Scenes: Brunettes vs Blondes (2013)
- Alexis and Asa (2013)
- A-List Pussy (2013)
- American Whore Story 2 (2013)
- Best of Boffing The Babysitter (2013)
- Best of Girlvana (2013)
- Best of No Swallowing Allowed 2 (2013)
- Best Of Teagan And Alexis (2013)
- Big Butts For Breakfast 3 (2013)
- Big Tit Xmas 3 (2013)
- Chow Down (2013)
- Co-E Sluts Need Cock (2013)
- Cosplay Interactive (2013)
- Don't Be Greedy (2013)
- Everybody Loves Kagney Linn Karter (2013)
- Evil Angels: Alexis Texas (2013)
- From Pussy to Pussy (2013)
- Hey It's Fuck Time (2013)
- Ho's Ho's Ho's 3 (2013)
- I Need Some Alone Time (2013)
- Insatiable Miss Alexis Texas (2013)
- Legendary: The Best of Belladonna (2013)
- Lesson on How to Fuck (2013)
- Molly's Life 20 (2013)
- My Pussy Ain't Gonna Lick Itself (2013)
- Project Spotlight: Alyssa Reece's Wild Side (2013)
- Return of the CFNM 3 (2013)
- Rookie Swingers (2013)
- Sharing Is Caring (2013)
- She Got Some Butt (2013)
- Spread 'Em (2013)
- Superstar: Alexis Texas (2013)
- T And A (2013)
- T&A (2013)
- Thick White Asses 3 (2013)
- World Of Sexual Variations 5 (2013)
- Young Booty (2013)

### Regista
- Big Booty Tryouts (2015)
- Real Buttwoman Returns (2015)
- Battle of the Asses 6 (2016)
- Texas Hoedown (2016)
- Big Booty Tryouts 2 (2017)
- Alexis Texas Boats and Hoes (2019)
- Alexis Texas Roadtrip 1 (2019)
- Alexis Texas Roadtrip 2 (2019)
- Lesbian House Party (2020)
- Miami Booty (2020)
- Step Cuties (2020)